# The Roots of Sepultura
The Roots of Sepultura är ett samlingsalbum med Sepultura släppt som dubbel-CD. Första CD:n innehåller albumet Roots och andra CD:n b-sidor, livematerial och outgivna spår.

## Låtlista

### Disc 1
Innehåller hela Roots-albumet.

### Disc 2
1. "Intro" - 1:34
2. "C.I.U. (Criminals in Uniform)" - 4:17
3. "Orgasmatron" (Motörhead cover) - 4:15
4. "Dead Embryonic Cells (Original Mix)" - 4:31
5. "Desperate Cry (Original Mix)" - 6:43
6. "Murder (Original Mix)" - 3:25
7. "Under Siege (Regnum Irae) (Original Mix)" - 4:44
8. "Necromancer (Demo Version)" - 3:59
9. "The Past Reborns The Storms (Demo Version)" - 5:09
10. "A Hora E A Vez Do Cabelo Nascer" (Os Mutantes cover) - 2:23
11. "Drug Me" (Dead Kennedys cover) - 1:55
12. "Crucificados Pelo Sistema" (Ratos de Porão cover) - 1:04
13. "Anticop (live)" - 3:03
14. "Intro (live)" - 1:30
15. "Arise (live)" - 2:51
16. "Inner Self (live)" - 4:43
17. "Mass Hypnosis (live)" - 4:25
18. "Escape To The Void (live)" - 5:04
19. "Troops of Doom (live)" - 2:54
20. "Altered State (live)" - 5:21

## Medverkande
- Max Cavalera - sång, gitarr
- Andreas Kisser - gitarr
- Paulo Jr. - bas
- Igor Cavalera - trummor